# 953
Cette page concerne l'année 953  du calendrier julien.
L'année 953 est une année commune qui commence un samedi.

## Événements
- Février-mars : Otton Ier, qui s'apprête à célébrer Pâques à Ingelheim, échappe à une embuscade dressée par son fils Ludolphe de Souabe et Conrad le Roux révoltés contre lui. Il se rend à Mayence où l'archevêque Frédéric, qui fait partie de la conjuration, hésite à le faire entrer. Luidolphe et Conrad arrivent à leur tour à Mayence, déclarant qu'ils n'en veulent pas au roi mais à son frère Henri. Un accord est négocié avec la médiation de l'archevêque et le traité doit être ratifié à Aix-la-Chapelle pour Pâques[1].
- 13 mars : Louis IV d'Outremer et Hugues le Grand concluent le traité de paix de Soissons négocié par la reine Gerberge[2]. Hugues rend Laon et Soissons à Louis IV.
- 3 avril : Otton célèbre Pâques à Dortmund en Saxe et dénonce l'accord conclu à Mayence comme passé sous la contrainte[1].
- 6 avril : les Hongrois assiègent Cambrai qui résiste. Ils échouent à incendier la cathédrale puis se tournent contre l'abbaye Saint-Géry où cinq chanoines sont massacrés[3].

- 25 avril : début du règne d'al-Mu'izz (Al-Muizz li-Dîn Allah), calife fatimide (fin en 973)[4]. Il achève la conquête du Maghreb face aux Omeyyades de Cordoue en occupant les royaumes idrisside et de Sidjilmâsâ[5].
- Mai : Otton Ier convoque une diète à Fritzlar. Son fils Ludolphe de Souabe et Conrad le Roux, duc de Lotharingie, révoltés, ne se présentent pas. Les deux hommes se réfugient à Mayence[6].
- Juin : Otton passe le Rhin et se rend à Cologne avec son armée. Il entre en Lotharingie qui s'est soulevée contre le duc Conrad après sa destitution à Fritzlar[1].
- Juillet : Otton, rejoint par son frère Henri de Bavière, assiège Ludolphe et Conrad dans Mayence vainement pendant deux mois[7]. 
  - Des négociations de paix sont interrompues après l'intervention d'Henri de Bavière. Le comte palatin Arnulf II de Bavière prend le parti de Ludolphe et rappelle les Bavarois qui font le siège de Mayence. Ludolphe rejoint Arnulf à Ratisbonne avec eux et laisse la défense de la ville à Conrad. Otton et Henri, perplexes, lèvent le siège et les suivent en Bavière avec le reste de leur troupes. Conrad quitte Mayence après leur départ pour tenter de rétablir son autorité en Lotharingie ; il s'empare de Metz où l'évêque Adalbéron avait pris le parti d'Otton[1].
- 30 juillet : consécration de la première église de l'Abbaye Saint-Michel de Cuxa[8].
- 30 août : Brunon, frère d’Otton, devient archevêque de Cologne (fin en 965)[9]. Le roi Otton, après avoir destitué Conrad le Roux lui donne le duché de Lotharingie et il prend le titre de duc (fin en 959)[10].
- Décembre : Otton quitte la Bavière et rentre en Saxe, où la défection des comtes Wichmann et Egbert le Borgne a empêché l'envoi de renforts par le margrave Hermann[1].

- Début du règne en Inde de Gandaraditya (en), roi Chola de Tanjore après la mort de son père Parantaka Ier[11] (fin en 957).